# Кюрнбах
Кюрнбах (нем. Kürnbach) — община в Германии, в земле Баден-Вюртемберг. 
Подчиняется административному округу Карлсруэ. Входит в состав района Карлсруэ.  Население составляет 2277 человек (на 31 декабря 2010 года). Занимает площадь 12,67 км².